# Samuel Heinrich König

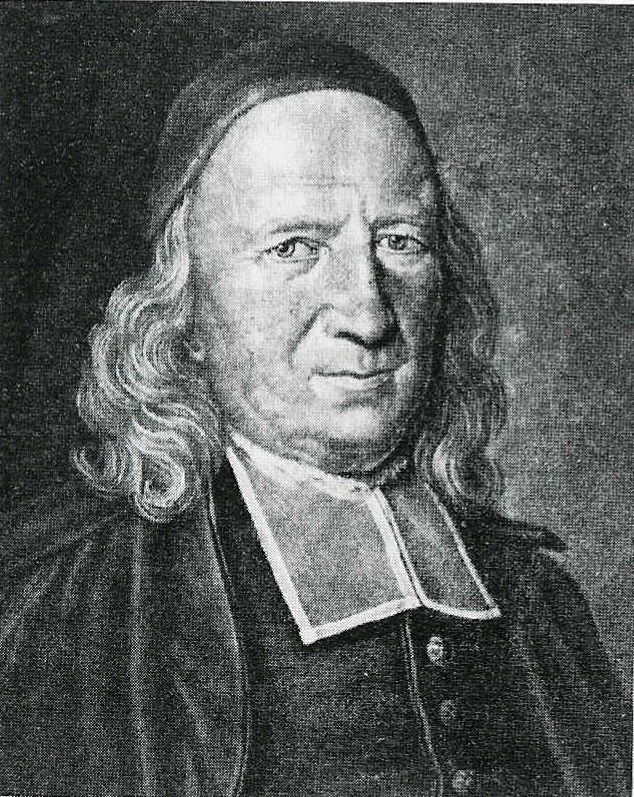
Samuel König.

Samuel Heinrich König (Gerzensee, Berna, 17 de septiembre de 1671 - Berna, 30 de mayo de 1750) fue un teólogo pietista reformado, profesor de Estudios Orientales (lenguas griega y hebrea) y matemática. Fue padre del matemático Johann Samuel König.
Samuel Heinrich König fue el hijo mayor de Samuel König, predicador reformado en Gerzensee, Berna, y de su esposa Judith Perret, hija de Stephan Perret, mercader de origen francés. El 13 de agosto de 1711 se casó con Anna Maria Nöthiger (1676-1740, hija de Ludwig Nöthiger y Margaretha Fillier), radicándose en Büdingen, Hesse, convocado por el conde Ernesto Casimiro I de Isenburg-Büdingen (1708-1749) como predicador de su corte. En Büdingen nacieron sus hijos: Johann Samuel (* 31 de julio de 1712), Gottlieb Ludwig (* 17 de diciembre de 1713), Margaretha Salome (* 20 de diciembre de 1715), Juliana Henriette (* 19 de diciembre de 1717), Susanna Henriette (* 11 de junio de 1719), Henriette (* 24 de julio de 1720), Augusta Albertina (* 25 de mayo de 1722), Johann Daniel (* 13 de septiembre de 1725) y Maria Barbara (* 29 de septiembre de 1727).
Entre 1720 y 1730 fue pastor y predicador de la iglesia valdense de Waldensberg (localidad cercana a Wächtersbach y Büdingen), en Hesse. En 1730 fue nombrado profesor de lenguas orientales (en griego y hebreo) y matemática en Berna, Suiza, a donde se trasladó con su familia. Su hijo Johann Samuel König fue alumno de Johann Bernoulli.

## Obras
- Dissertatio theologica de foedere et testamento Dei (1692)
- Specimen disputationem germaricarum, excerptum ex codice talmudico Beracoth (1696)
- Der Weg des Friedens (1700)
- Passions-Gedancken zu Erbauung Heils-Begieriger Seelen einfältig mitgeteilet … (1707)
- Theologisches Prognostikon vom Untergang des türkischen Reichs (1717)
- Etymologicon Helleno-Hebraeum (1722)
- Grundsätze von der allgemeinen Gnade Gottes … (1723)
- Erklärung der ersten Epistel Johannis (1726)
- Theologica mystica (1730)
- Dissertatio philologico-theologica de ritu et mysterio circumcensionis … (1731)
- Oratio inauguralis de mysterio Christi et ecclesiae (1731)
- Drey Christliche Predigten (1732)
- Pemptas conconium sacrarum (1733)
- Betrachtungen des inwendigen Reiches Gottes (1734)
- Schrifft-mäßiger Bericht von dem wahren und lebendigen Glauben und dem Evangelischen Lehramt (1737, 1742)